# Lope Machado
Lope Machado (¿? - ¿?) fue uno de los descendientes de Martín Sánchez Machado. Viniendo de Guimarães hasta las Islas Canarias, archipiélago atlántico situado en el noroeste de África.
Lope Machado participó en la Conquista de las Islas Canarias y fue poblador de Tenerife. Obtuvo algunas tierras que se encontraban ubicadas en la zona de Tacoronte, según se encuentra registrado en la fecha del 23 de octubre de 1497, las tierras fueron expedidas por Alonso Fernández de Lugo.
Lope Machado se casó en Guimarães con Catalina Yánez. Tuvo varios hijos entre los cuales el más destacado fue Sebastián Machado quien participó también como conquistador de Tenerife y obtuvo valiosas tierras en la isla. 

## Escudo de Armas Familia Machado
Escudo de Armas: En campo de gules, un castillo de plata, y saliendo del homenaje, un guerrero armado, con un hacha en la diestra y una llave en la siniestra; en jefe un creciente de plata, y en punta cinco hachas de plata, con los cabos de oro, puestas en fajas, tres y dos. 